# Satellite (Lena Meyer-Landrut)
Satellite è un singolo della cantante pop tedesca Lena, pubblicato il 13 marzo 2010 dall'etichetta discografica Universal.

## Descrizione
Con il brano Satellite, scritto da Julie Frost e John Gordon e prodotto da Brix, Ingo Politz, Bernd Wendlandt e John Gordon, la cantante ha partecipato, rappresentando la Germania, all'Eurovision Song Contest 2010, vincendo la manifestazione. Il successo della canzone, che ha raggiunto i vertici di diverse classifiche europee, ha spinto le vendite dell'album d'esordio dell'artista, My Cassette Player, pubblicato ad inizio maggio del 2010.
La canzone è stata accompagnata da un video musicale, nel quale la cantante si trova nello studio televisivo di Unser Star fur Deutschland, nel quale canta e balla.
Satellite è contenuta come canzone ballabile nel videogioco Just Dance 3.

## Tracce
CD, download digitale
1. Satellite – 2:55

CD
1. Satellite – 2:55
2. Love me – 2:59

Durata totale: 5:54

## Classifiche
| Classifica (2010) | Posizione massima |
| ----------------- | ----------------- |
| Australia         | 37                |
| Austria           | 2                 |
| Belgio (Fiandre)  | 4                 |
| Belgio (Vallonia) | 6                 |
| Danimarca         | 1                 |
| Europa            | 1                 |
| Estonia           | 9                 |
| Finlandia         | 1                 |
| Germania          | 1                 |
| Irlanda           | 2                 |
| Lussemburgo       | 1                 |
| Norvegia          | 1                 |
| Paesi Bassi       | 5                 |
| Polonia           | 5                 |
| Regno Unito       | 30                |
| Repubblica Ceca   | 25                |
| Slovacchia        | 6                 |
| Spagna            | 23                |
| Svezia            | 1                 |
| Svizzera          | 1                 |
| Ungheria          | 5                 |